# Ursula Hirschfeld
Ursula Hirschfeld (* 7. Januar 1953 in Apolda) ist eine deutsche Sprechwissenschaftlerin und Phonetikerin. Sie ist emeritierte Professorin der Abteilung Sprechwissenschaft und Phonetik der Martin-Luther-Universität Halle-Wittenberg.

## Leben
Hirschfeld studierte Sprechwissenschaft und Germanistik an der Martin-Luther-Universität Halle-Wittenberg. Von 1975 bis 1992 arbeitete sie am Herder-Institut in Leipzig. Sie promovierte 1982 in Halle zum Dr. phil., ihre Dissertation befasste sich mit dem Thema „Konfrontative phonologisch-phonetische Untersuchungen Spanisch–Deutsch“. Sie habilitierte sich 1990 in Halle, Thema ihrer Habilitationsschrift waren „Untersuchungen zur phonetischen Verständlichkeit Deutschlernender“, die Universität Leipzig verlieh ihr im Jahr darauf die Facultas docendi im Fachgebiet Sprechwissenschaft. Ihr Forschungsschwerpunkt liegt bei der Phonologie, Phonetik und Deutsch als Fremdsprache. Von 1992 bis 1999 war sie Hochschuldozentin für Phonetik in Deutsch als Fremdsprache am Herder-Institut der Universität Leipzig, 1995 wurde sie zur außerplanmäßigen Professorin ernannt.
Im Sommersemester 1999 erhielt sie einen Ruf als Professorin für Sprechwissenschaft mit dem Schwerpunkt Phonetik am Institut für Sprechwissenschaft und Phonetik der Martin-Luther-Universität Halle-Wittenberg. Sie war ab 2000 gemeinsam mit Lutz-Christian Anders Leiterin des Instituts bzw. ab 2008 alternierend mit Baldur Neuber Leiterin des Seminars für Sprechwissenschaft und Phonetik. Im Sommersemester 2003 hatte sie eine Gastprofessur an der Universität Wien inne. 2017 wurde Hirschfeld die Ehrendoktorwürde der Staatlichen Universität Woronesch verliehen. 2018 erfolgte ihre Emeritierung.

## Schriften
- mit Lutz-Christian Anders: Probleme und Perspektiven sprechwissenschaftlicher Arbeit. Lang, Frankfurt am Main u. a. 2006, ISBN 3-631-54476-6.
- Untersuchungen zur phonetischen Verständlichkeit Deutschlernender. Hector, Frankfurt am Main 1994, ISBN  3-930110-04-0.
- Untersuchungen zur phonetischen Verständlichkeit Deutschlernender. Halle 1990.
- Eva-Maria Krech, Eberhard Stock, Ursula Hirschfeld, Lutz Christian Anders: Deutsches Aussprachewörterbuch. Mit Beiträgen von Walter Haas, Ingrid Hove und Peter Wiesinger. de Gruyter, Berlin, New York 2009, ISBN 978-3-11-018202-6.